# شبكة البث المسيحية
شبكة البث المسيحية (بالإنجليزية: Christian Broadcasting Network)‏ هي شبكة تلفزيون وإنتاج مسيحية أمريكية. أسسها المبشر الإنجيلي بات روبرتسون، ويقع مقر الإستوديوهات الرئيسية في فرجينيا بيتش بولاية فرجينيا. تأسست CBN من قبل المبشر الإنجيلي بات روبرتسون في عام 1961، حيث قام بإنشاء قناة تعرض برامج دينية منوعة والتي حققت نجاح في مجال البث الديني. واحدة من أهم برامج الشبكة هو نادي 700، والذي يعد أطول برنامج ديني منوع. تنتج الشبكة عدة برامج منها أخبار العالم المسيحي.
تبث CBN برامج في أكثر من 70 لغة، ولديها العديد من القنوات الشقيقة التي تغطي قارة آسيا وأمريكا اللاتينية وأوروبا والشرق الأوسط.
منذ عام 1981 بدأت الشبكة بدمج برامج علمانية جنبًا إلى جنب البرامج ذات المحتوى الديني. تشمل برامج الشبكة العديد من الأفلام والمسلسلات التلفزيونية والبرامج ذات المحتوى الديني الموجهة للأسرة.

## مواقع خارجية
- www.cbn.com – Christian Broadcasting Network official website
- www.cbnindia.org – CBN India (outreach)
- www.cbnasia.org – CBN Asia official website (Philippines)
- www.cbnla.com – CBN Latin America official website (in Spanish)
- www.cbneurope.com – CBN Europe official website
- www.jawaban.com – CBN Indonesia official website (in لغة إندونيسية)
- www.cbnhongkong.org/sitea – CBN Hong Kong official website (in Chinese)